# Acacia sorombulifera
Acacia sorombulifera é uma espécie de leguminosa do gênero Acacia, pertencente à família Fabaceae.